# Miguel Almazán
Miguel Ángel Almazán Quiróz (Ciudad de México, México; 6 de mayo de 1982) es un exfutbolista de nacionalidad mexicana. Jugaba como defensa y actualmente es auxiliar técnico en la sub-17 del Deportivo Toluca de la Liga MX (su primer equipo como jugador).

## Trayectoria
Surgido de las fuerzas básicas de los Diablos del Toluca. 
Debuta en el Verano 2002 en el partido Cruz Azul 2-2 Toluca. Está registrado con carnet único con el Toluca de la Segunda División lo que le permite jugar en ambos circuitos tanto con el Toluca como el Atlético Mexiquense, que juega en la Segunda división mexicana.
En 2010 es cedido en préstamo al Club Tijuana hasta el 2013 cuando regresa al Toluca.

## Clubes
| Club             | País   | Año         |
| ---------------- | ------ | ----------- |
| Deportivo Toluca | México | 2002 - 2010 |
| Club Tijuana     | México | 2010 - 2013 |
| Deportivo Toluca | México | 2013 - 2015 |
| Celaya F.C.      | México | 2016        |

## Palmarés
| Título                          | Club             | País   | Año  |
| ------------------------------- | ---------------- | ------ | ---- |
| Torneo Apertura                 | Deportivo Toluca | México | 2002 |
| Torneo Apertura                 | Deportivo Toluca | México | 2005 |
| Torneo Apertura                 | Deportivo Toluca | México | 2008 |
| Torneo Bicentenario             | Deportivo Toluca | México | 2010 |
| Torneo Apertura Liga de Ascenso | Club Tijuana     | México | 2010 |
| Final de Ascenso                | Club Tijuana     | México | 2011 |
| Torneo Apertura                 | Club Tijuana     | México | 2012 |

- Datos: Q972404